# Magherafelt
Magherafelt is een plaats in het Noord-Ierse graafschap Londonderry. De plaats telt 8.372 inwoners.

## Geboren
- Harry Gregg (27 oktober 1932 - 16 februari 2020), keeper Manchester United
- Aaron Hughes (8 november 1979), voetballer

Arghadowey · Ballykelly · Ballymaguigan · Ballyronan · Bellagy · Castledawson · Coleraine · Derry · Draperstown · Dumananagh · Dungiven · Eglinton · Feeny · Garvagh · Kilrea · Lavey · Limavady · Maghera · Magherafelt · Moneymore · Portstewart · Traad · Upperlands